# Ngaramasch

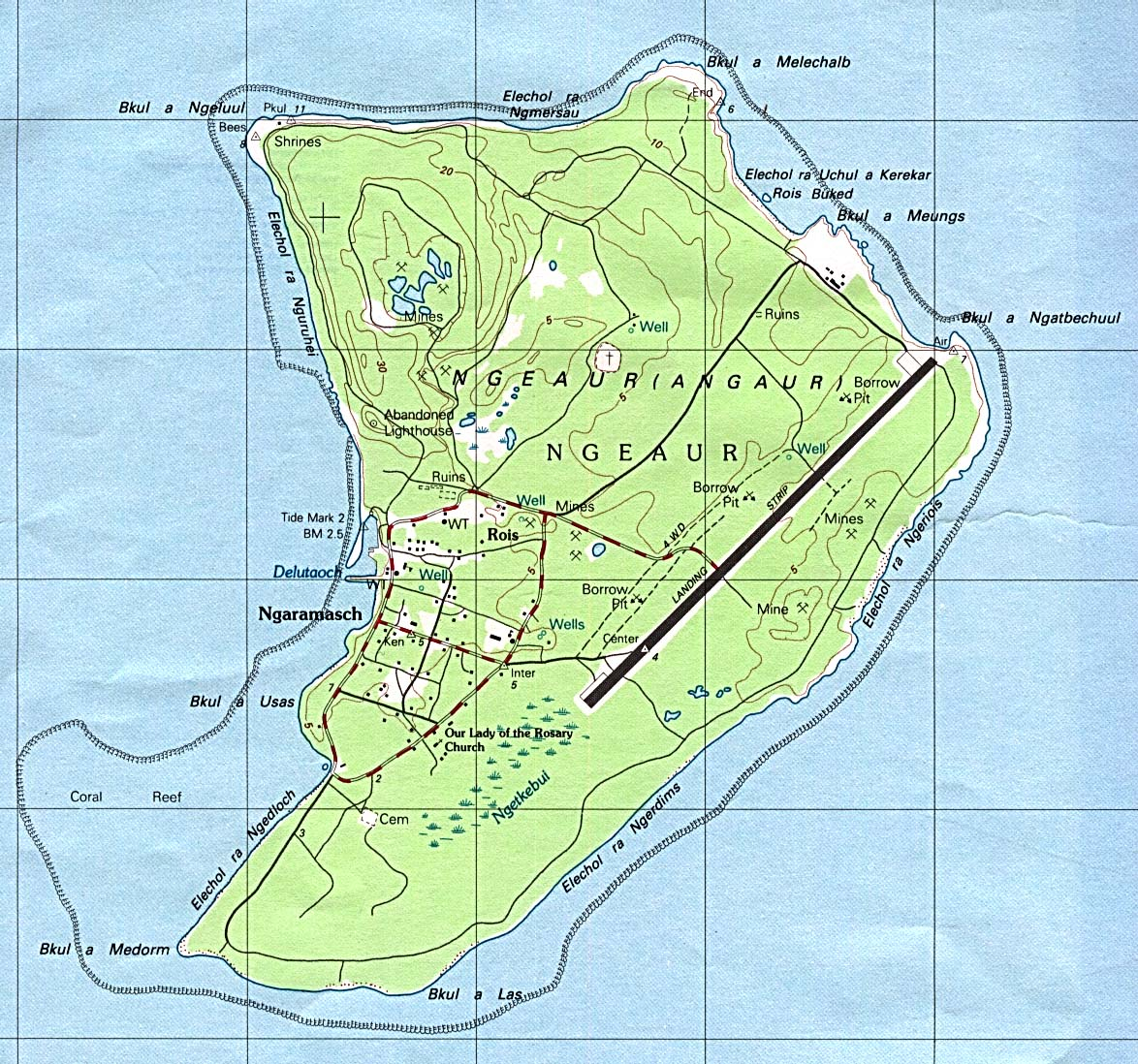
Insel und Staat Angaur (Ngeaur), mit Ngaramasch im Westen

Ngaramasch (auch: Ngeremasch, japanisch ゲレマッシュ, früher: Saipan Town, Jimusho, Saipon, Sipon, Yubinkyoku) ist ein Dorf im Westen des administrativen Staates Angaur (d. h. ein Verwaltungsgebiet) und dessen Verwaltungssitz. Der Ort liegt an der Westküste der Insel Angaur im Inselstaat Palau im Pazifik.

## Geographie
Ngaramasch liegt an der Westküste der Insel am Angaur Harbour, direkt neben der Landebahn des Flugfeldes von Angaur im Osten. Nach Süden erstrecken sich die Strände Ngedloch und Elechol ra Ngedloch. Es besteht eine Fährverbindung nach Koror. 2009 wurde die Einwohnerschaft mit 135 Personen angegeben.

## Geschichte
Im Zweiten Weltkrieg wurde rund um Ngaramasch, wie auch in ganz Angaur, die Schlacht um Angaur (17.-30. September 1944) ausgetragen.

## Religion
Im Südosten der Siedlung gibt es die katholische Our Lady of the Rosary Church Ngaramasch.